# Artemisia II của Caria
Artemisia II (tiếng Hy Lạp: Aρτεμισία) là chị và vợ của Phó vương (Satrap) Mausolus (trị vì 377–353 TCN) của xứ Caria, và là người trị vì độc tôn trong khoảng ba năm sau cái chết của ông. Lăng mộ bà xây cho ông được coi là một trong Bảy kỳ quan thế giới cổ đại.